# Mistrzostwa Europy w Judo 1982
31. Mistrzostwa Europy w Judo mężczyzn odbyły się w dniach 13–16 maja 1982 roku w Rostocku, a kobiety rywalizowały w dniach 13–14 marca w Oslo. Finałowy turniej drużynowy rozegrano 2 i 3 października w Mediolanie.

## Klasyfikacja medalowa
| Miejsce | Państwo         |    |    |    | Razem |
| ------- | --------------- | -- | -- | -- | ----- |
| 1       | Austria         | 5  | 0  | 2  | 7     |
| 2       | Francja         | 3  | 2  | 7  | 12    |
| 3       | ZSRR            | 3  | 2  | 2  | 7     |
| 4       | NRD             | 2  | 1  | 3  | 6     |
| 5       | Włochy          | 1  | 2  | 1  | 4     |
| 6       | Wielka Brytania | 1  | 2  | 1  | 4     |
| 7       | Holandia        | 1  | 2  | 0  | 3     |
| 8       | Rumunia         | 1  | 0  | 0  | 1     |
| 9       | RFN             | 0  | 3  | 5  | 8     |
| 10      | Węgry           | 0  | 1  | 2  | 3     |
| .       | Szwecja         | 0  | 1  | 2  | 3     |
| 12      | Bułgaria        | 0  | 1  | 0  | 0     |
| 13      | Polska          | 0  | 0  | 3  | 3     |
| 14      | Hiszpania       | 0  | 0  | 2  | 2     |
| 15      | Czechosłowacja  | 0  | 0  | 1  | 1     |
| .       | Finlandia       | 0  | 0  | 1  | 1     |
| .       | Szwajcaria      | 0  | 0  | 1  | 1     |
| Razem   | Razem           | 17 | 17 | 34 | 68    |

## Medaliści

### Mężczyźni
| Konkurencja: | Złoto: | Srebro: | Brąz: |
| −60kg        | Chazriet Tleceri | Atanas Gerchev | Klaus-Peter Stollberg Andrzej Dziemianiuk |
| −65kg        | Torsten Reißmann | Thierry Rey | Janusz Pawłowski Josef Reiter |
| −71kg        | Ezio Gamba | Karl-Heinz Lehmann | Magomed Parchiev Stanislav Tůma |
| −78kg        | Mircea Frățică | Szota Chabareli | Andrzej Sądej Neil Adams |
| −86kg        | Aleksandrs Jackēvičs | Mario Vecchi | Bernard Tchoullouyan Detlef Ultsch |
| −95kg        | Robert Köstenberger | Günther Neureuther | Roger Vachon Lajos Molnar |
| ponad 95kg   | Henry Stöhr | Angelo Parisi | Grigorij Wiericzew András Ozsvár |
| Open         | Alexey Tyurin | András Ozsvár | Arthur Schnabel Fred Olhorn |
| Drużynowo    | Francja · Guy Delvingt · Thierry Rey · Serge Dyot · Michel Nowak · Bernard Tchoullouyan · Roger Vachon · Angelo Parisi · (Patrick Roux, Marc Alexandre, Marcel Pietri · Christian Dyot, Jean-Pierre Gibert, Fabien Canu · Christian Vachon, Laurent del Colombo) | ZSRR · Chazriet Tleceri · Nikołaj Sołoduchin · Magomed Parchiev · Szota Chabareli · Sacha Yaskevitch · Alexander Shurov · Alexey Tyurin · (David Bodaveli, Grigorij Wiericzew) | RFN · Peter Jupke · James Rohleder · Jürgen Fuchtmeyer · Volker Fegert · Klaus Burggraf · Günther Neureuther · Alexander von der Groeben · (Steffen Stranz) |

### Kobiety
| Konkurencja: | Złoto:             | Srebro:              | Brąz:                                 |
| −48kg        | Karen Briggs       | Anna De Novellis     | Jaana Ronkainen Marie-France Colignon |
| −52kg        | Edith Hrovat       | Loretta Doyle        | Pascale Doger Ann Löf                 |
| −56kg        | Béatrice Rodriguez | Rebecca Ljungbergh   | Gerda Winklbauer Inge Krasser         |
| −61kg        | Herta Reiter       | Chantal Han          | Gabriele Ritschel Martine Rottier     |
| −66kg        | Edith Simon        | Dawn Netherwood      | Karin Krüger Claudette Dekarz         |
| −72kg        | Jocelyne Triadou   | Barbara Claßen       | Marina Berg Inés Kaspers              |
| ponad 72kg   | Marjolein van Unen | Christiane Kieburg   | Véronique Vigneron Margherita De Cal  |
| Open         | Edith Simon        | Jolanda van Meggelen | Barbara Claßen Isabel Cortavitarte    |